# 先遣乡
先遣乡，旧称扎麻芒堡，是中华人民共和国西藏自治区阿里地区改则县下辖的一个乡镇级行政单位。

## 行政区划
先遣乡下辖以下地区：
热雄村、巴热村、德布康如村、那日松巴村、玛尔果村和扎布村。

## 交通
- 216国道过境。